# サンパウロ植物園
サンパウロ植物園（ポルトガル語:Jardim Botânico de São Paulo）はブラジル、サンパウロの植物園である 。サンパウロ市内のイピランガ水源州立公園（Parque Estadual das Fontes do Ipiranga）の中にサンパウロ動物園と並んである。州立植物学研究所 (Instituto de Botânica)が置かれている。

## 概要
イピランガ水源州立公園は1893年以来、イピランガ川の水源と大西洋岸森林をサンパウロ州が保護してきたのに始まり、1969年に現在の名前となった。植物園はブラジルの植物学者でサンパウロ州立植物学研究所の所長、フレデリコ・カルロス・オエーネ（Frederico Carlos Hoehne）が1928年に植物学者たちを集めて設立プロジェクトを提案したのに始まり、サンパウロ大学に植物学部のできた1938年に設立された。
生物多様性の維持の啓蒙を目的の展示がされている。現在の規模は36万平方メートルで380種の樹木などが栽培され、植物研究所、植物博物館がある。

## 植物園の画像

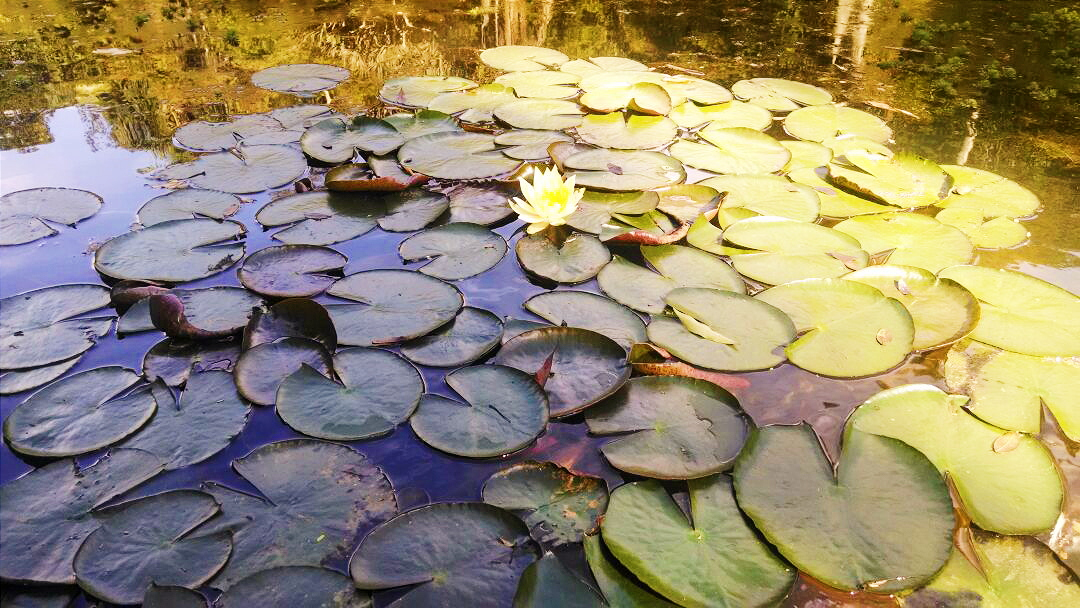
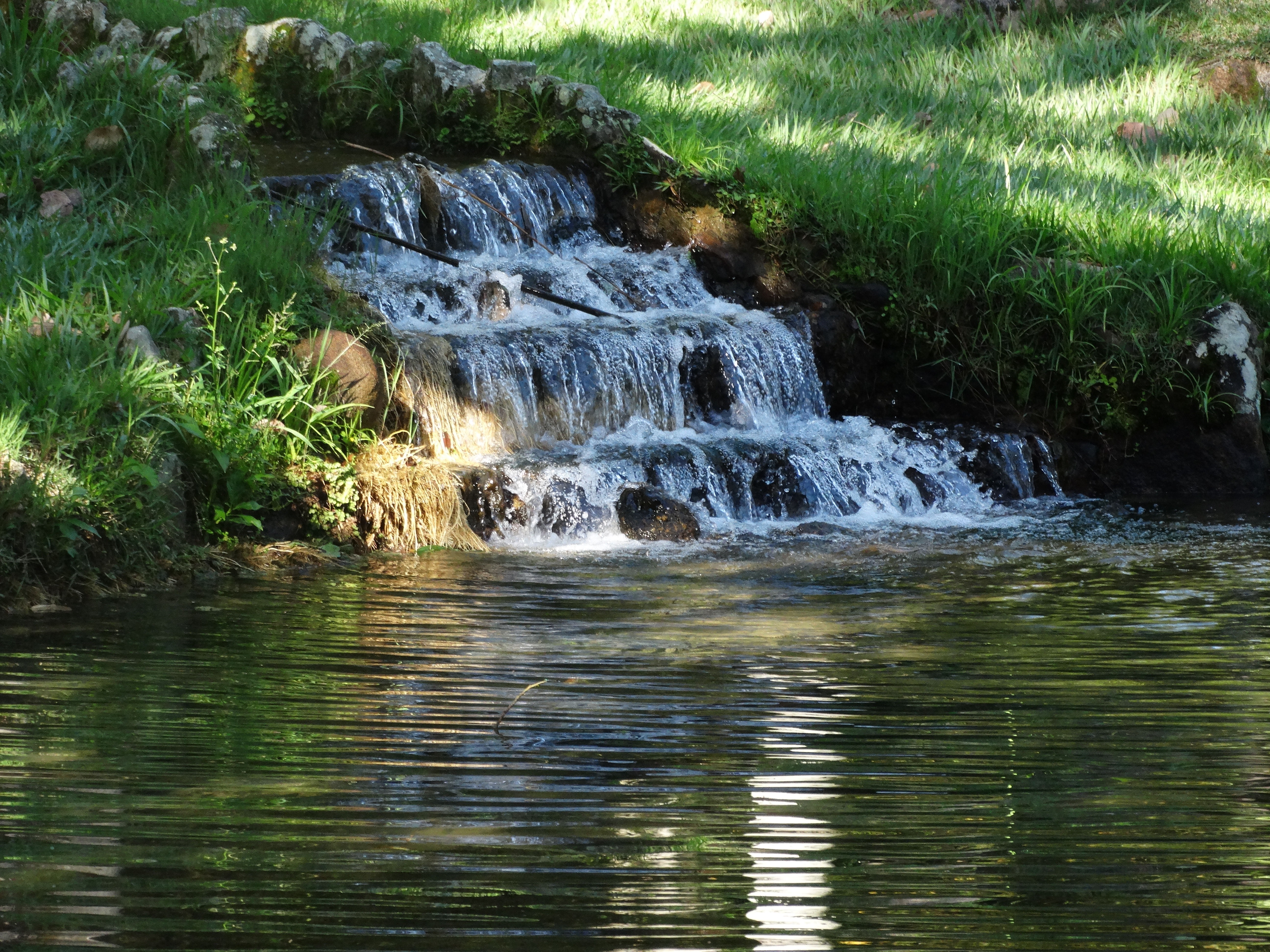
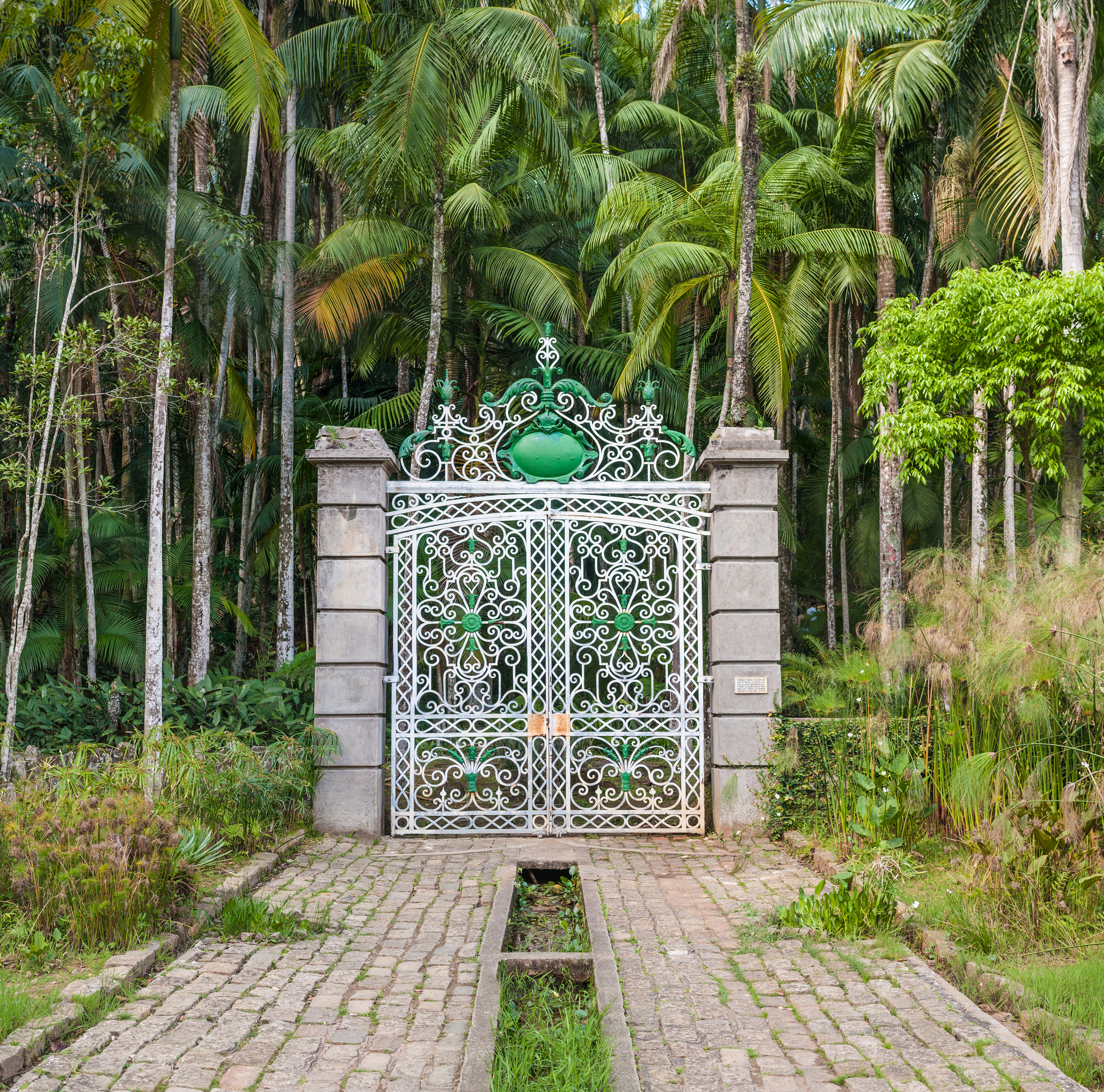
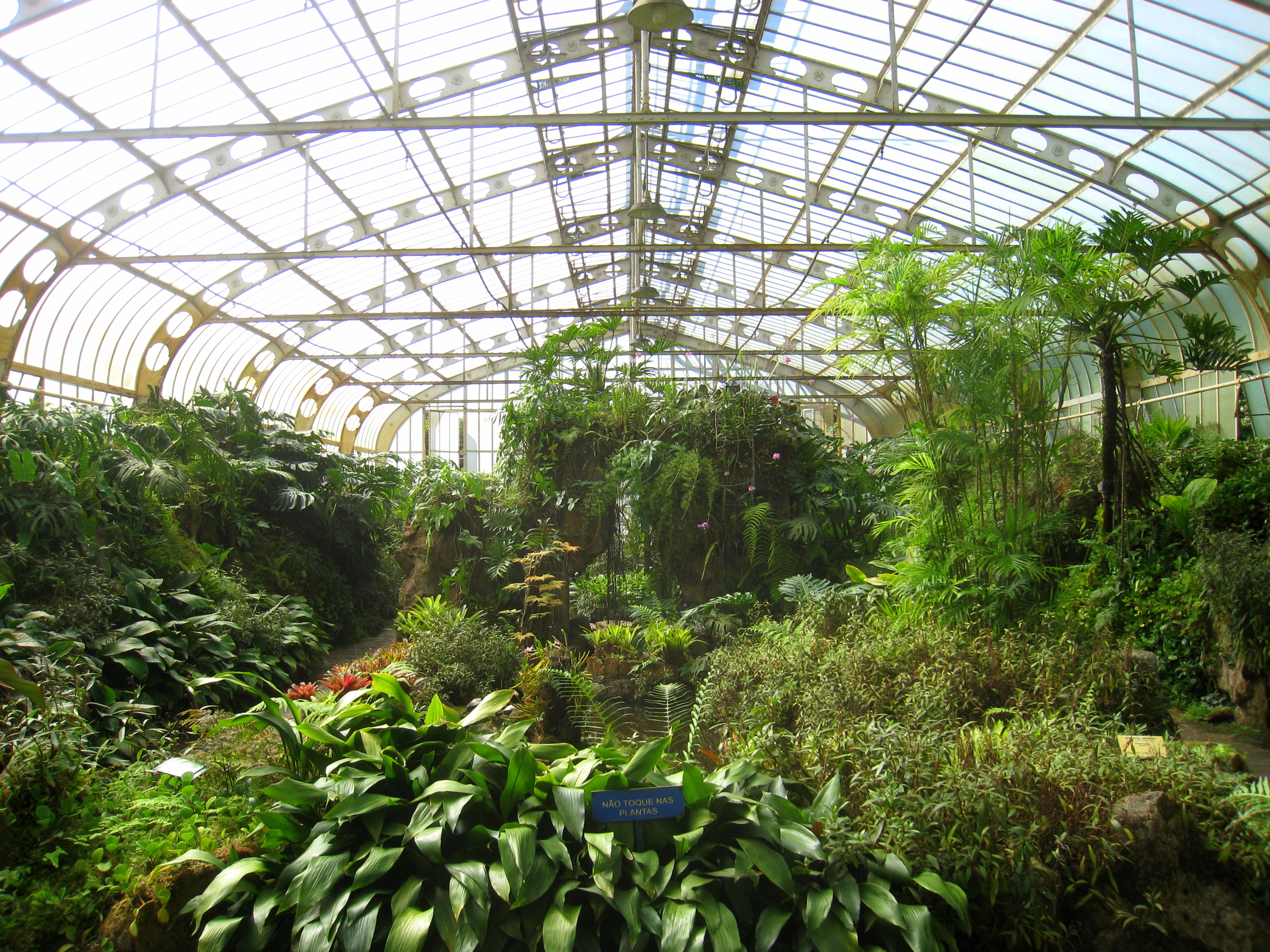